# Sylviocarcinus australis
Sylviocarcinus australis is een krabbensoort uit de familie van de Trichodactylidae. De wetenschappelijke naam van de soort is voor het eerst geldig gepubliceerd in 1996 door Magalhães & Türkay.